# La voglia di sognare
La voglia di sognare è quattordicesimo album in studio musicale di Ornella Vanoni.

## Descrizione
L'album contiene pezzi scritti da Carla Vistarini, Luigi Lopez, Bruno Lauzi, Lucio Dalla, Riccardo Cocciante, Sergio Bardotti, Paolo Limiti, etc. e arriva al sesto posto delle classifiche di vendita.
La canzone che diede il titolo all'album, La voglia di sognare, scritta da Carla Vistarini e Luigi Lopez, fu la sigla della 32ª edizione dello storico programma radiofonico Gran Varietà nel novembre del 1974 e vinse il Premio della Critica Discografica nel 1975. I brani dell'album furono presentati nel corso delle puntate della serie di trasmissioni.
Uscirono due edizioni del disco con lo stesso numero di catalogo, la prima con copertina laminata a busta, la seconda con copertina opaca a busta. 
Anche da questo album furono tratti 45 promozionali con copertina standard Vanilla: La Voglia di Sognare/Lui qui lui là OVR 507, Guardo guardo e guardo/La Mia Pazzia OVR 508, È Difficile non amarsi più/Alibi OVR 509, Un Mondo di Più/Il Male di Vivere OVR 510.
La prima edizione del supporto CD è datata 1988 per la collana MusicA della CGD (CDLSM 100028) senza codice a barre sul retro copertina.
L'edizione spagnola reca la stessa copertina con il titolo "La dicha de sonar", mentre l'edizione argentina "El deseo de sonar".
Due brani di questo album furono tradotti in lingua francese e inseriti nell'LP Album (Decca 260.010), edito per il mercato d'oltralpe nel 1977: L'alibi (Alibi), Trop Beau et Trop Chaud (Guardo guardo e guardo).
Grafica di Luciano Tallarini e illustrazione di Gianni Ronco. L'edizione giapponese presenta un disegno alternativo di Gianni Ronco, non utilizzato in Italia, giocato su toni bianchi e rossi. La veste grafica dell'edizione italiana in Giappone è stata recuperata per l'lp La vita di Ornella Vanoni del 1977, edizione giapponese di A un certo punto.

## Tracce
1. La voglia di sognare - 4:24 - (Carla Vistarini - Luigi Lopez)
2. Lui qui, lui là (eu so quero um xodò) - 3:34 - (Sergio Bardotti-Dominguinhos - Anastasia)
3. La mia pazzia (j'aimais un fou) - 3:33 - (Bruno Lauzi - P. Delance - Claude Lemesle - H.Giardud)
4. Un mondo di più - 3:26 - (Sergio Bardotti - Gianfranco Baldazzi - Lucio Dalla )
5. Il male di vivere (le mal de vivre) - 4:00 - (Barbara- Giorgio Laneve )
6. È difficile non amarsi più - 2:56 - (Sergio Bardotti - S.Dumant)
7. Guardo, guardo e guardo - 3:18 - (Paolo Limiti - Claudio Castellari)
8. Contenti - 3:15 - (Clausetti)
9. Alibi - 2:48 - (Bruno Lauzi)
10. Stringi stringi - 3:59 - (R.Arrouth)
11. Canto popolare - 3:18 - (Marco Luberti - Riccardo Cocciante)

## Formazione
- Ornella Vanoni – voce
- Filippo Daccò – chitarra
- Gigi Cappellotto – basso
- Andy Surdi – batteria, percussioni
- Ernesto Massimo Verardi – chitarra
- Oscar Rocchi – tastiera
- Tullio De Piscopo – batteria, percussioni
- Salvatore Fabrizio – chitarra
- Victor Bach – tastiera
- Mario Battaini – fisarmonica
- Maurizio Fabrizio – chitarra
- Paolo Donnarumma – basso
- Dario Baldan Bembo – tastiera
- Sergio Farina – chitarra
- Bruno Crovetto – basso
- Gianfranco Lombardi - tastiera
- Fulvio Mancini – tastiera
- Gianni Mazza – tastiera